# Giovanni Mossi
Giovanni Mossi (Roma, 1680 – Roma, 1742) è stato un compositore e violinista italiano.

## Biografia
Discendente di una famiglia di musicisti (il padre e il fratello erano violisti), studiò probabilmente musica con Arcangelo Corelli. Nel 1694 si esibiva già come violinista nei circoli musicali romani. Fino al 1715 fu attivo principalmente come violinista al servizio di cardinali e principi, mentre dal 1716 al 1733 si dedicò in primo luogo all'attività di compositore di musica strumentale. Successivamente, dal 1733 cominciò a ridurre la sua produzione, poiché diminuivano i committenti a cui recare i propri lavori. L'unico impiego che mantenne sino alla morte fu quello al servizio del Baldassarre Odescalchi, duca di Bracciano, che già teneva dal 1709.
Dalle sue opere sopravvissute, sembra che sia stato un compositore innovativo di considerevole bravura. Egli compose esclusivamente musica strumentale, principalmente sonate e concerti. Le sue sonate presentano le tipiche caratteristiche romane, sul modello dell'opera Quinta di Corelli, con un ampio e sapiente uso della tecnica violinistica polifonica, mentre i suoi concerti presentano molte affinità con quelli di Giuseppe Valentini.

## Lavori
- Op. 1: 12 sonate per violino, violone o clavicembalo (1716)
- Op. 2: 8 concerti a 3 e a 5 (1720 ca.)
- Op. 3: 6 concerti a 6 (1720 ca.)
- Op. 4: 12 concerti (1727)
- Op. 5: 12 sonate o sinfonie per violino e violoncello (1727)
- Op. 6: 12 sonate da camera per violino, violoncello o clavicembalo (1733)
- Minuetto in la maggiore